# Morphna maculata
Morphna maculata es una especie de cucaracha del género Morphna, familia Blaberidae, orden Blattodea.

## Distribución
Se distribuye por Malasia (estado de Malaca) e Indonesia (Sumatra y las islas de Java y Borneo).

## Taxonomía
Fue descrita por Brunner von Wattenwyl en 1865 y publicada en Brunner von Wattenwyl. 1865. Nouveau Système des Blattaires., G. Braumüller, Vienna 426 pp. 13 pls.